# 露水

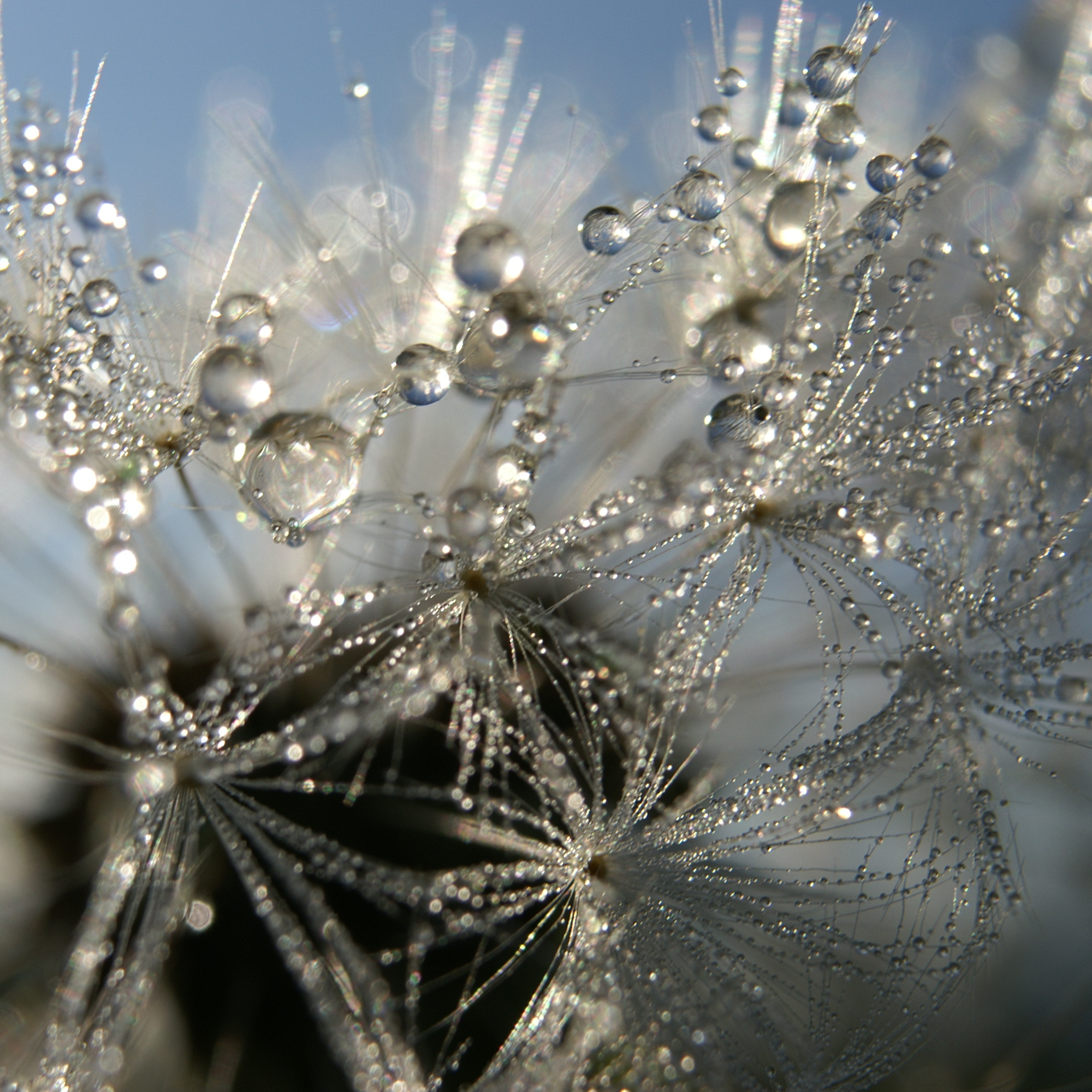
露水

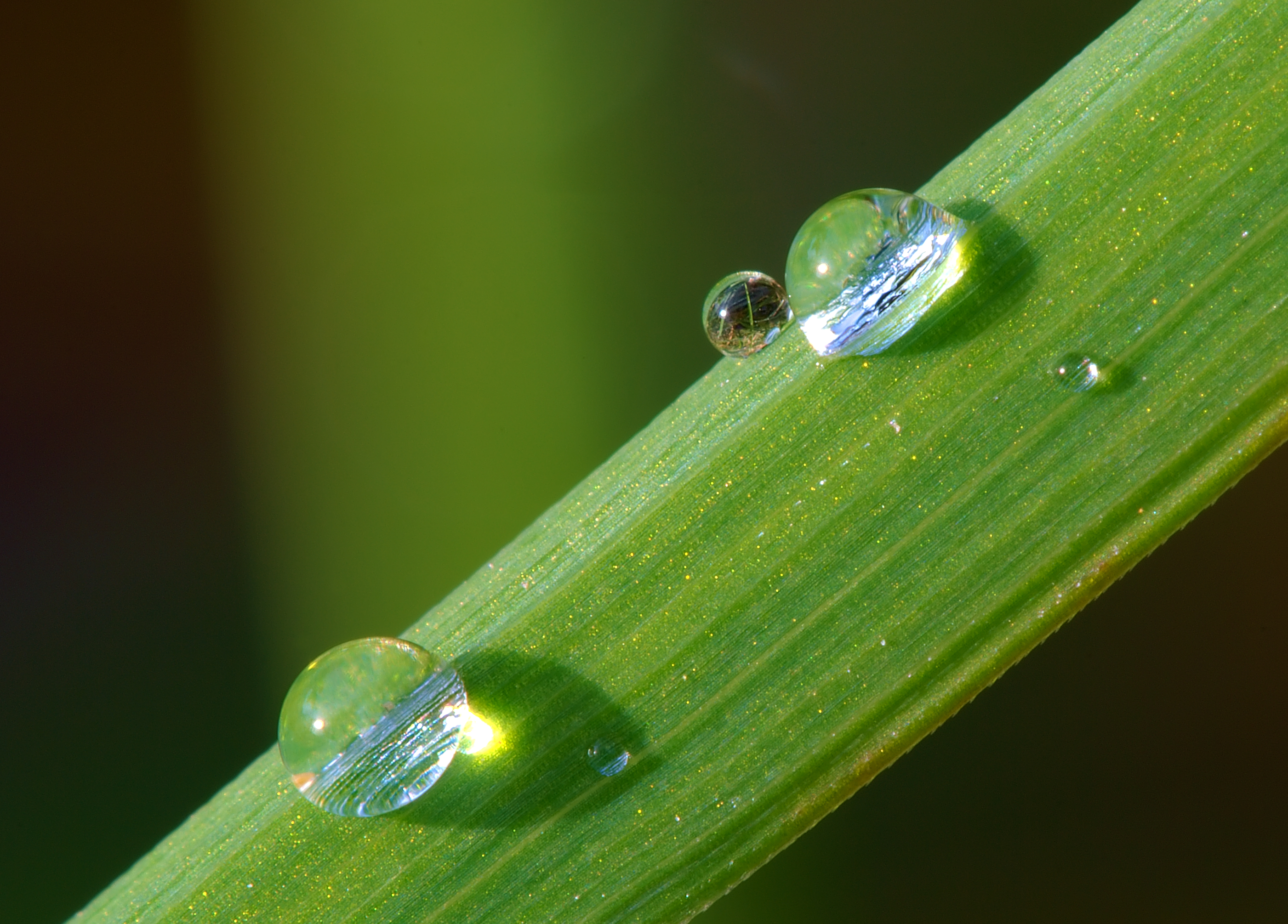
草上的露珠

露水 是稀薄的小水滴，出現於早晨或夜晚中。由於早晨氣溫較低，當物體的表面溫度低於露點時，氣化的水分會液化成液態，凝聚在物體（例如樹葉或草，以至欄杆、汽車、屋頂或橋樑）表面，形成露水。由於其形態經常凝結成珠狀，因此也被稱為露珠。
露水與溫度表面有關，所以露水在仲夏時最容易出現。
當溫度非常低，露水就會以冰的固態形式的出現，是為霜。
文化上，露水經常同純淨和生氣勃勃聯繫在一起。成為某些普遍的飲料的名字，譬如山露水和山脈薄霧。唐朝劉威所作〈早春〉詩中提到：「冰消泉派動，日暖露珠晞。」亦稱為「露水珠兒」。

## 形成
水會根據溫度凝結為小水點，能使小水點形成的溫度稱為露點。當地面溫度下降，在大氣中的水蒸汽會凝結在地面成小水點。這過程使露在空氣中冷卻至它的露點(通常在雲凝結核之間)，直接成降水(氣象學上的水的形成)例如霧和雲，與熱力學原理的形成幾乎相同。

## 延伸阅读
[在维基数据编辑]
 《欽定古今圖書集成·曆象彙編·乾象典·露部》，出自陈梦雷《古今圖書集成》